# Sollefteå HK
Sollefteå HK är en ishockeyklubb i Sollefteå i Sverige. Klubben bildades den 12 augusti 1977 genom en sammanslagning av ishockeysektionerna i Sollefteå IK och Långsele AIF, och hette IK Polar fram till 1985. Klubben spelade i Sveriges näst högsta division under 1980-talet.
Som största merit gäller att laget nådde Allsvenskan 1988, där man dock slutade sist. Notabelt då är att man vann division 1 norra hösten 1987 med minusmålskillnad. Tolv segrar, en oavgjord och fem förluster och 89-93 i målskillnad. De fem förlusterna var med resultaten 5-6, 1-7, 2-6, 3-11 och 2-9. Elva av de tolv segrarna togs med högst två måls marginal, fem med uddamålet, och sex med två mål. Den sista var med 7-2.
Den 9 februari 2012 vann Sollefteå Hockey senior-DM för tredje gången genom att besegra Modo Hockey med 8-6 (6-0 i handikapp)
Bland kända spelare som representerat Sollefteå finns Per Svartvadet, Mattias Timander, Kent Norberg, Therése Sjölander, Lars Jansson (ishockeyspelare) och Hans Särkijärvi. Sollefteå gick upp till division 1 inför säsongen 2009/2010 när Ånge IK fick dra sig ur på grund av spelarbrist.

## Säsonger i Division I / Hockeyettan
| Säsong                               | Division           | Placering | Vårserie                  | Kval/Playoff                            |
| IK Polar                             | IK Polar           | IK Polar  | IK Polar                  | IK Polar                                |
| ------------------------------------ | ------------------ | --------- | ------------------------- | --------------------------------------- |
| 1984/1985                            | Division I Norra   | 6         | 3:a i fortsättningsserien |                                         |
| Sollefteå HK                         |                    |           |                           |                                         |
| 1985/1986                            | Division I Norra   | 6         | 3:a i fortsättningsserien |                                         |
| 1986/1987                            | Division I Norra   | 5         | 2:a i fortsättningsserien |                                         |
| 1987/1988                            | Division I Norra   | 1         | 10:a i Allsvenskan        |                                         |
| 1988/1989                            | Division I Norra   | 8         | 5:a i fortsättningsserien |                                         |
| 1989/1990                            | Division I Norra   | 9         | 7:a i fortsättningsserien | 1:a i kvalserien                        |
| 1990/1991                            | Division I Norra   | 10        | 8:a i fortsättningsserien | nerflyttade                             |
| 1991–1999 spelade man i Division II. |                    |           |                           |                                         |
| 1999/2000                            | Division 1 Norra B | 9         |                           | nerflyttade                             |
| 2000/2001                            | Division 2 Norra C | 1         |                           | 1:a i kvalserien, uppflyttade           |
| 2001/2002                            | Division 1 Norra B | 4         |                           |                                         |
| 2002/2003                            | Division 1 Norra B | 3         | 5:a i Allettan Norra      |                                         |
| 2003/2004                            | Division 1 Norra B | 9         | 4:a i vårserien           | Avstod spel i kvalserien, nerflyttade   |
| 2004–2009 spelade man i Division 2.  |                    |           |                           |                                         |
| 2009/2010                            | Division 1B        | 8         | 1:a i vårserien           | Utslagna av Piteå HC i playoff 1        |
| 2010/2011                            | Division 1B        | 3         | 6:a i Allettan Norra      |                                         |
| 2011/2012                            | Division 1B        | 3         | 6:a i Allettan Norra      |                                         |
| 2012/2013                            | Division 1B        | 6         | 1:a i vårserien           | Utslagna av Piteå HC i playoff 1.       |
| 2013/2014                            | Division 1 Norra   | 9         |                           |                                         |
| 2014/2015                            | Hockeyettan Norra  | 11        | 6:a i vårserien           |                                         |
| 2015/2016                            | Hockeyettan Norra  | 6         | 5:a i vårserien           |                                         |
| 2016/2017                            | Hockeyettan Norra  | 11        | 6:a i vårserien           | 1:a i kvalserien Norra till Hockeyettan |
| 2017/2018                            | Hockeyettan Norra  | 10        | 6:a i vårserien           | Avstod spel i kvalserien, nerflyttad    |

### Fotnoter
1. ↑  ”Championnat de Suède 1987/88” (på franska). Hockeyarchives. 11 mars 1988. http://www.passionhockey.com/hockeyarchives/Suede1988.htm. Läst 3 december 2015.
2. ↑  Lena Carlin, red (2001). ”Division II”. Årets Ishockey 2001 (Vällingby: Strömberg Media Group):  sid. 328. ISSN 0282-860X.
3. ↑  ”De drar sig också ur Kiruna AIF:s kval”. Svenska Ishockeyförbundet. Arkiverad från originalet den 22 februari 2018. https://web.archive.org/web/20180222165256/http://www.nsd.se/sport/de-drar-sig-ocksa-ur-kiruna-aifs-kval-nm4771015.aspx. Läst 22 september 2018.